# Johann Georg Repsold
Johann Georg Repsold (Wremen, 19 settembre 1770 – Amburgo, 14 gennaio 1830) è stato un astronomo tedesco.

## Biografia
Si unì ai vigili del fuoco di Amburgo nel 1799.
Nel 1802 iniziò a costruire un osservatorio privato e collaborò con Heinrich Christian Schumacher. Tuttavia l'osservatorio fu distrutto nelle guerre napoleoniche nel 1811. Nel 1825 fu completato un nuovo osservatorio a Stadtwall e Repsold ne divenne direttore, fornendo gli strumenti a proprie spese con altri finanziamenti dalla città di Amburgo.
Fondò ad Amburgo una ditta produttrice di strumentazione astronomica, poi ereditata dai figli Georg (1804-1885) e Adolf (1806-1871), con la denominazione di Adolf & Georg Repsold.
Nel 1830 morì durante un incendio. A prendere il suo posto nell'osservatorio fu Carl Ludwig Christian Rümker.
Il cratere Repsold sulla Luna prende il nome da lui, così come l'asteroide 906 Repsolda.